# Zdunek (wieś)
Zdunek – wieś sołecka w Polsce, położona w województwie mazowieckim, w powiecie ostrołęckim, w gminie Myszyniec.

## Położenie
Zdunek leży na Równinie Kurpiowskiej, na terenach częściowo wykarczowanej Puszczy Zielonej.

## Historia
W 1827 roku liczył 28 domostw i 163 mieszkańców. Pod koniec XIX wieku liczył już 43 domostw. W latach 1921–1931 wieś leżała w województwie białostockim, w powiecie ostrołęckim, w gminie Wach (od 1931 w gminie Myszyniec).
Według Powszechnego Spisu Ludności z 1921 roku wieś zamieszkiwały 294 osoby w 53 budynkach mieszkalnych. Miejscowość należała do parafii rzymskokatolickiej w Myszyńcu. Podlegała pod Sąd Grodzki w Myszyńcu i Okręgowy w Łomży; właściwy urząd pocztowy mieścił się w m. Myszyńcu.
W wyniku agresji III Rzeszy na Polskę we wrześniu 1939 tereny byłej gminy znalazły się pod okupacją niemiecką i do wyzwolenia weszła w skład Landkreis Scharfenwiese, Regierungsbezirk Zichenau III Rzeszy.
W latach 1975–1998 miejscowość administracyjnie należała do województwa ostrołęckiego.
W 2011 roku Zdunek liczył 140 mieszkańców. Do 2021 roku liczba mieszkańców wzrosła do 252.

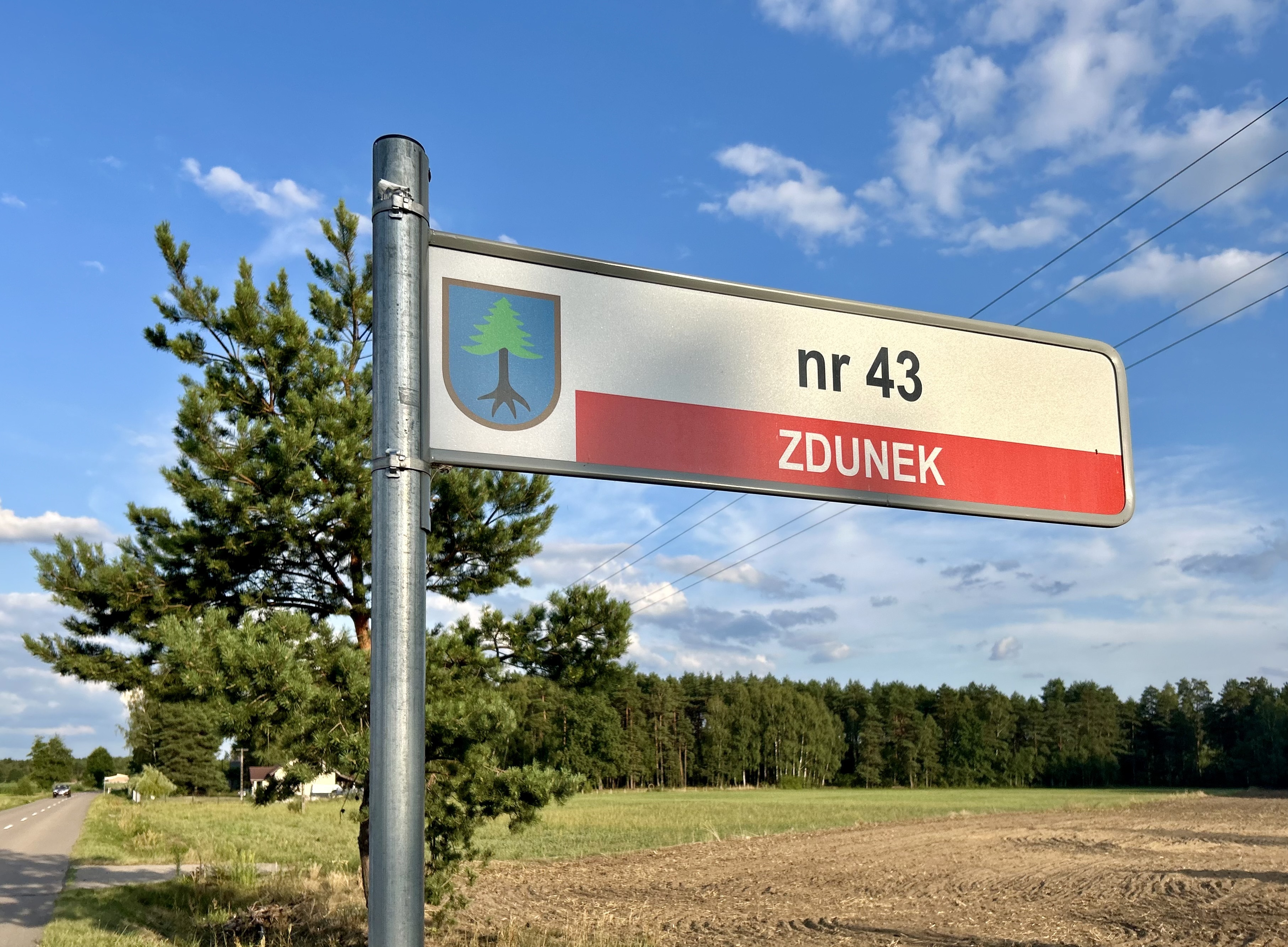
Tabliczka adresowa z nazwą miejscowości

## Religia
Wierni Kościoła rzymskokatolickiego należą do parafii Trójcy Przenajświętszej w Myszyńcu.

## Turystyka
Przez Zdunek przebiegają znakowane szlaki rowerowe: zielony i czerwony „W krainie żurawi i bocianów”.
We wsi działa Siedlisko Zuraśka, miejsce organizacji imprez związanych z folklorem, m.in. Kurpiowskiego Taboru 2023. Pod numerem 67 zachowała się drewniana chałupa z pocz. XX wieku.